# Carex elisabethae
Carex elisabethae là một loài thực vật có hoa trong họ Cói. Loài này được J.Andrés & al. mô tả khoa học đầu tiên năm 1988 publ. 1989.